# Едуард фон Бах
Едуард фон Бах (нім. Eduard Freiherr von Bach; *1814, Відень — † 1884) — австрійський політик і державний службовець, барон.

## Біографія
Народився у Відні.
Навчався у Віденському університеті.
Після успішного завершення навчання перейшов на державну службу. Перший керівник коронного краю Буковина. Після цього (1849—1850) — громадянський комісар в Трансильванії. В 1852 році призначається губернатором Австрії.